# Lev Aleksejevitsj Perovski

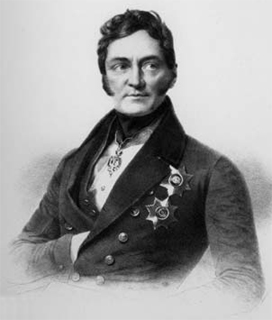
Graaf Lev Aleksejevitsj Perovski

Lev Aleksejevitsj Perovski (Russisch: Лев Алексе́евич Перо́вский) (9 september 1792 – 21 november 1856) was een staatsman in het tsarenrijk onder Nicolaas I en ook een gereputeerd mineraloog.
Hij was de buitenechtelijke zoon van graaf Aleksej Razoemovski en een burgerdame, Maria Michaïlovna Sobolev. Zijn naam verwijst naar de familiegronden bij Perov (omgeving Moskou), die hij verwierf uit de nalatenschap van zijn vader. Hij is de broer van gouverneur Nikolaj Perovski (1785-1858), van Aleksej Perovski (1786-1836) en van generaal Vassili Perovski (1794-1857).
Na zijn studies aan de Universiteit van Moskou nam hij deel aan de strijd tegen Napoleon (1812). Nadien bekleedde hij diverse officiële posities. In 1841 stelde tsaar Nicolaas I hem aan tot minister van Binnenlandse Zaken.
Onder zijn impuls werd in 1845 het Russisch Geografisch Genootschap opgericht.
De Duitse mineraloog Gustav Rose vernoemde het mineraal perovskiet naar hem. Rose had het in 1839 ontdekt en beschreven.